# RMS Queen Mary
RMS Queen Mary bivši je britanski prekooceanski brod koji je na redovnoj sjeverno-atlantskoj liniji Europa - Sjeverna Amerika plovio od 1936. do 1967. Izgrađen za kompaniju Cunard Line u brodogradilištu John Brown and Company u Clydebanku u Škotskoj, bio je prvi od dva broda za predviđenu tjednu prekoatlantsku ekspresnu službu iz Southamptona i Cherbourga za New York. Tijekom Drugog svjetskog rata bio je jedan od glavnih savezničkih brodova za trupe. Nakon oslobađanja od ratne dužnosti, Queen Mary i Queen Elizabeth započeli su svoju davno planiranu zajedničku službu, održavanu idućih dvadeset godina, do povlačenja iz prometa 1967. Brod je uvršten u američki popis nacionalnih povijesnih mjesta (National Register of Historic Places), te je trajno privezan u Long Beachu u Kaliforniji, (SAD), kao brod muzej i hotel. Godine 2004., u Clydebanku i u Long Beachu obilježeno je 70 godina porinuća, i 2006., 70 godina prvog putovanja.
Queen Mary, zajedno s Queen Elizabeth i Normandie, jedan je od tri najveća i najznačajnija broda iz "zlatnog doba" velikih prekooceanskih brodova.

## Izgradnja i naziv
S uvođenjem u promet njemačkih transatlantika Bremen i Europa, britanci nisu željeli izostati iz natjecanja u brodogradnji. White Star Line započeo je izgradnju svog, 60 000 tona teškog, broda Oceanic, dok je također i Cunard planirao svoj, 75 000 tonski, tada još neimenovani brod.
Izgradnja broda, tada poznatog samo kao "Broj trupa 534" (Hull Number 534) započela je prosinca 1930. na rijeci Clyde, u brodogradilištu John Brown & Company Shipbuilding and Engineering u Clydebanku u Škotskoj. Rad je zaustavljen prosinca 1931., radi velike ekonomske krize, te je Cunard zatražio zajam od britanske vlade koji bi omogućio dovršenje broda. Zajam je odobren, s dovoljnim iznosom za dovršenje Queen Mary i izgradnju drugog broda, tada poznatog kao trup 552, koji će postati Queen Elizabeth. 
Uvjet zajma bio je spajanje Cunard-a s White Star Line-om,  tadašnjim glavnim britanskim konkurentom Cunardu, kojega je velika ekonomska kriza već prisilila da otkaže izgradnju broda Oceanic. Obje kompanije pristale su na integraciju, dovršenu travnja 1934. Izgradnja Queen Mary odmah je nastavljena te je brod porinut 26. rujna 1934. Dovršenje je konačno zahtijevalo 3½ godine i stajalo ukupno 3½ milijuna Britanskih funti. Većinu brodskih interijera dizajnirala je i izradila tvrtka Bromsgrove Guild.
Brod je nazvan prema Kraljici Mariji, supruzi kralja Đure V. Do samog porinuća, ime kojim će brod biti kršten, bila je pomno čuvana tajna. Postoji legenda prema kojoj je Cunard namjeravao brod nazvati Queen Victoria, u skladu s kompanijskom tradicijom nazivanja brodova s imenima koja završavaju na "ia". Međutim, kada su predstavnici kompanije zatražili kraljevo dopuštenje da brod imenuju prema britanskoj "najvećoj kraljici", kralj je rekao je da će njegova žena, Kraljica Marija, biti oduševljena, te delegacija predstavnika naravno nije imala izbora osim izvjestiti da će No. 534 biti nazvan RMS Queen Mary. Priču su porekli službenici kompanije, dok su imena vladara do tada tradicionalno korištena samo za kapitalne brodove Britanske kraljevske ratne mornarice (Royal Navy). Urednik Washington Posta Felix Morley, koji je kao gost plovio na prvom putovanju broda 1936., donekle je potvrdio tu priču. U svojoj autobiografiji iz 1979., "For the Record", Morley je zapisao da je sjedio za istim stolom zajedno sa Sir Percy Batesom, predsjednikom Cunard Line-a. Bates mu je ispričao priču o imenovanju broda pod uvjetom da ju neće objaviti tijekom njegovog života. Ime Queen Mary, možda je također i kompromis između Cunarda i White Star Line-a, tada nedavno fuzioniranih, jer su obje kompanije održavale vlastite tradicije nazivanja brodova, s imenima koja završavaju na "ic" u White Star-u i "ia" u Cunard-u.

## Povijest (1934. – 1939.)
U Škotskoj, već je postojao parobrod tipa Clyde steamer  nazvan Queen Mary. Cunard White Star postigao je dogovor s vlasnicima da postojeći brod bude preimenovan u TS Queen Mary II, te je novi prekooceanski brod, s kumom Kraljicom Marijom, porinut kao RMS Queen Mary. Pri porinuću s navoza, Queen Mary je usporen s osamnaest vučnih lanaca, koji su kontrolirali napredovanje broda u rijeku Clyde, koja je djelomično bila proširena radi nesmetanog porinuća.
Prilikom prvog putovanja iz Southamptona 27. svibnja 1936., zapovjednik je bio Sir Edgar T. Britten, unaprijed imenovani kapetan (master designate) za Cunard White Star dok je brod još bio u izgradnji u brodogradilištu John Brown. Bruto tonaža (brt) je bila 80 774 t, 
 dok je veliki francuski rival, brod Normandie, s izvornih 79 280 brt, prethodne zime modificiran radi povećanja tonaže na 83 243 t (izgrađen je zatvoreni turistički salon na krmi, na mjestu bivšeg igrališta), i stoga je zadržao naslov najvećeg prekooceanskog broda. Većinu prvog putovanja za New York, Queen Mary je plovio na velikim brzinama, dok posljednjeg dana gusta magla nije prisilila brod da uspori.
Dizajn Queen Mary bio je kritiziran kao isuviše tradicionalan, posebno u doba revolucionarnog trupa broda Normandie, s kliperskim pramcem aerodinamičnog oblika.
Izuzevši krstaričku krmu, brod je izgledao kao uvećana verzija svojih Cunard i White Star prethodnika iz doba prije prvog svjetskog rata. Unutrašnje uređenje, premda većinom u Art Deco stilu, još uvijek se činilo konzervativnim i suzdržanim u usporedbi s ultramodernim francuskim transatlantikom. Ipak, Queen Mary se brojem prevezenih putnika pokazao popularnijim brodom u odnosu na svog nešto većeg konkurenta.
Kolovoza 1936. Queen Mary je preuzeo Plavu vrpcu od Normandie, s prosječnom brzinom od 30,14 čvorova (55,82 km/h) zapadno i 30,63 čvorova istočno. 1937., Normandie je opremljen novom garniturom propelera, te je ponovo osvojio Plavu vrpcu, ali 1938. Queen Mary vraća ju u britanski tabor s rekordnim brzinama u oba smjera, 30,99 
čvorova (57,39 km/h) zapadno i 31,69 čvorova istočno. Taj rekord nije bio oboren do 1952., kada je primat najbržeg transatlantika definitvno preuzeo novi američki brod United States.

### Interijeri
Oprema interijera varirala je u skladu s klasom, s putnicima prve klase koji su raspolagali s većinom prostora i luksuza. Ostale značajke na raspolaganju putnicima bile su zatvoreni bazen, salon, brodska biblioteka, dječji vrtić i otvoreni teniski teren. Najveća prostorija bila je blagovaona prve klase (grand salon), koja se sa širokim stupovima uzdizala tri kata u visinu. Zatvoreni bazen također je obuhvaćao dva kata.
Blagovaonu prve klase krasila je velika karta Atlantskog oceana, s dvostrukim putanjama koje su predstavljale zimsko/proljetnu rutu (više južno radi izbjegavanja ledenjaka) i ljetno/jesensku rutu. Za vrijeme svakog prelaska Atlantika, automatizirani model Queen Mary prikazivao bi na karti trenutnu poziciju broda.
Kao alternativu blagovaoni prve klase, brod je raspolagao s odvojenim Verandah Grill-om na sunčanoj palubi (Sun Deck) prema krmi broda. Verandah Grill je bio ekskluzivni à la carte restoran kapaciteta oko 80 ljudi, te je uvečer bio adaptiran u noćni Starlight Club. Također, na brodu je bio i panoramski bar (Observation Bar), salon u Art Deco stilu s velikim pogledima na ocean.
U salonima i luksuznim kabinama korišteno je drvo iz raznih regija Britanskog Carstva. Nudio se smještaj od potpuno opremljenih luksuznih apartmana prve klase do skromnih i tijesnih kabina treće klase. Umjetnici koje je Cunard angažirao 1933. za umjetnička djela radi dekoracije interijera uključuju Edwarda Wadswortha i A. Duncana Carsea.

## Drugi svjetski rat
Krajem kolovoza 1939., Queen Mary bio je na povratnom putu iz New Yorka za Southampton. 
Radi međunarodne situacije pratio ga je bojni krstaš HMS Hood. Sretno je doputovao, te je ponovo isplovio za New York 1. rujna. Do uplovljavanja u New York već je izbio drugi svjetski rat te je brodu bilo naređeno da zajedno s Normandie ostane u njujorškoj luci do daljnjega. 1940., pridružio im se novi, još nedovršeni Queen Elizabeth, nakon svog tajnog bijega iz Clydebanka. Tri najveća broda na svijetu neko vrijeme stajali su besposleni jedan pored drugoga, dok saveznička komanda nije odlučila da se sva tri broda mogu koristiti za prevoz trupa (nažalost, Normandie će biti uništen za vrijeme konverzije). 
Queen Mary napustio je New York za Sydney, gdje je zajedno s nekoliko drugih prekooceanskih brodova bio preinačen u brod za trupe, radi prevoza australskih i novozelandskih vojnika u Ujedinjeno Kraljevstvo. Za vrijeme konverzije, trup, nadgrađe i dimnjaci obojeni su u sivo. U unutrašnjosti, namještaj luksuznih soba i dekoracije uklonjeni su i zamijenjeni trokatnim drvenim krevetima (kasnije zamijenjeni s takozvanim standee bunks). Šest milja tepiha, 220 sanduka porculana, kristala i srebrnine, tapiserije i umjetničke slike uklonjeni su i čuvani u skladištima tijekom rata. Drvene obloge u apartmanima, blagovaoni prve klase i drugim javnim prostorima, bile su pokrivene kožom. Nakon što se ratnoj službi pridružio i Queen Elizabeth, bila su to dva najveća i najbrža broda za trupe uključena u rat, često prevozeći do 
15 000 ljudi na pojedinom putovanju, i također često ploveći izvan konvoja i bez pratnje. Radi njihove velike brzine, njemačkim podmornicama bilo je teško sustići ih.
2. listopada 1942., Queen Mary je nenamjerno potopio jedan od brodova u svojoj pratnji, doslovce prepolovivši pramcem laku krstaricu HMS Curacoa kraj irske obale, s gubitkom 338 života. Radi stalne prijetnje napada podmornica, kapetan Queen Mary C. Gordon Illingworth imao je striktne zapovjedi da se ne zaustavlja iz bilo kojih razloga, te je razaračima britanske mornarice u pratnji broda naređeno da ostanu na kursu i ne spašavaju preživjele.
Prosinca 1942., Queen Mary je prevozio točno 16 082 američkih vojnika iz New Yorka u Veliku Britaniju, što je još uvijek važeći rekord najvećeg broja putnika ikada prevezenih jednim plovilom. 700 milja od Škotske, po snažnom vjetru brod je iznenada bočno pogodio divovski val visine 28 metara. Opis te plovidbe može se pronaći u knjizi Waltera Ford Cartera "No Greater Sacrifice, No Greater Love". Carterov otac, Dr. Norval Carter, liječnik vojne bolnice 110th Station Hospital, tada na brodu Queen Mary, zapisao je da se brod u jednom trenutku "skoro prevrnuo... Jednog trena gornja paluba je bila na svojoj uobičajenoj visini kad tada, Posrće dolje, preko, i naprijed." Kasnije je izračunato da se brod nagnuo 52 stupnja, te bi se prevrnuo da se nagnuo još 3 stupnja. Incident je nadahnuo Paula Gallica da napiše svoju priču "Posejdonova avantura" ("The Poseidon Adventure"), kasnije prenesenu na veliki ekran u istoimenom filmu, u kojem je Queen Mary korišten kao dubler za brod Poseidon. 2006. smiljena je i obrada "Poseidon".
Za vrijeme rata, Queen Mary, pod zapovjedništvom komodora Jamesa Bissetta, preveo je preko Atlantika britanskog premijera Winstona Churchilla radi susreta s dužnosnicima savezničkih snaga. Churchill je tada na listi putnika bio naveden kao "Pukovnik Warden",
te je ustrajao na tome da čamac za spašavanje koji mi je dodijeljen bude opremljen strojnicom da može "pružiti otpor zarobljavanju pod svaku cijenu".

## Nakon drugog svjetskog rata
Od rujna 1946. do srpnja 1947., Queen Mary je obnovljen za putničku službu, s ugradnjom klimatizacije i promjenom rasporeda ležajeva po klasama, sa 711 kabina prve klase, 707 kabina klase cabin (druga klasa) i 577 turističke klase (treća klasa).
Nakon remonta, Queen Mary i Queen Elizabeth dominirali su transatlantskim putničkim prometom, održavajući tjednu ekspresnu službu od druge polovice 1940-ih do kraja 1960-ih. U većini slučajeva, ako su vremenske prilike dopuštale, oba broda istovremeno su isplovljavali iz Southamptona i New Yorka, te bi se mimoišli sredinom Atlantika, bliskim susretom kojeg su zapovijednici oba broda namještali kao atrakciju za putnike. Tijekom 30-godišnje karijere, bezbrojne su čuvene javne ličnosti, umjetnici, poduzetnici, sportaši i političari za put iz Europe u Ameriku i obratno, izabrali Cunardove kraljice. Pokazali su se vrlo profitabilnim, ali 1958., prvi prekoatlantski let putničkog mlažnjaka započeo je potpuno novo doba kompeticije za Cunard. 
Na nekim putovanjima, posebno zimi, Queen Mary je uplovljavao u luke s više posade nego putnika, premda je zajedno s Queen Elizabeth do polovice 1960-ih održavao prosjek od 1000 putnika po plovidbi. Do 1965., cjelokupna flota Cunard Line-a stvarala je gubitke. 
U pokušaju da osigura financiranje svog broda u izgradnji, Queen Elizabeth 2, Cunard je stavio po hipoteku većinu svoje flote. Konačno, radi kombinacije starosti, manjka javnog interesa, nesnalaženja na novom tržištu, i štetnih kolateralnih efekata nacionalnog štrajka pomoraca, Cunard je najavio da će oba broda biti povučena iz službe (Queen Elizabeth godinu dana kasnije) i prodana. Pristigle su mnoge ponude, ali prihvaćena je ponuda grada Long Beacha u Kaliforniji (SAD) koja je prevagnula nad japanskim trgovcima brodova za rezališta. Stoga, Queen Mary povučen je iz službe 1967., dok je Queen Elizabeth povučen 1968. RMS Queen Elizabeth 2 preuzeo je transatlantsku rutu 1969., kojoj se 2004. pridružio i Queen Mary 2. Premda veličinom uvelike nadmašen svojim imenjakom (148 528 BRT), Queen Mary, s znatno dubljim gazom, teži je brod, s deplasmanom od preko 80 000 tona u usporedbi s tonažom novog broda od otprilike 76 000 tona.

## Queen Maryu Long Beachu
Nakon povlačenja 1967., otplovio je u Long Beach, gdje je permanentno privezan (točnije, položen na betonsko dno) kao turistička atrakcija. Od 1983. do 1993., ispod kupole kraj broda je bio izložen Spruce Goose Howarda Hughesa (kupolu danas koristi Carnival Cruise Lines kao brodski terminal).

### Konverzija
Kada je Long Beach nabavio brod, odlučeno je će to biti ekskluzivni hotel, te da neće biti sačuvan kao prekooceanski brod. Odlučeno je isprazniti sve brodske prostore ispod palube C (nazvane paluba R nakon 1950. radi ublažavanja konfuzije kod putnika - svi restorani bili su na palubi "R") radi oslobađanja prostora za muzej, što je prostor muzeja povećalo na 37 000 m2. To je zahtijevalo uklajnjanje svih kotlovnica, prednje strojarnice, oba turbogeneratora, brodskih stabilizatora i pogona za omekšavanje vode. Prazni tankovi za gorivo
ispunjeni su lokalnim blatom koje održava brodski centar ravnoteže i gaz na ispravnoj razini, ključne faktore koji su bili pogođeni uklanjanjem raznih komponenti i strukture. Samo stražnja strojarnica i kobilični tunel na krmi broda pošteđeni su rezačkog plamena. Ostatak prostora bio je namijenjen skladištima i uredima. Jedan od problema koji se pojavio tijekom konverzije bio je sukob između zemaljskih i pomorskih sindikata u vezi poslova konverzije. Američka Obalna Straža imala je posljednju riječ; Queen Mary smatrao se zgradom, jer je većina propelera i strojeva uklonjeno. Brod je također obojan sa svojom crvenom bojom razine vode na nešto većoj visini nego izvorno. Za vrijeme konverzije dimnjaci su uklonjeni te su napušteni urušili se duž pristaništa, što je značilo da su morali biti zamijenjeni replikama od nerđajućeg čelika.
Sa svim nižim palubama, od palube R nadolje, skoro ispražnjenim, Diner's Club, početni zakupac broda, ostatak plovila namjeravao je preurediti u hotel. Diner's Club Queen Mary raspušten je te je napustio brod 1970., nakon što je srodna kompanija Diner's Club International
prodana, te je promjena korporativnog vodstva naložena usred procesa konverzije. Specialty Restaurants, kompanija iz Los Angelesa usredotočena na tematske restorane, iduće je godine preuzela glavni zakup.
Plan je bio preurediti većinu kabina prve i druge klase samo na palubama A i B u hotelske sobe, i adaptirati glavne salone i blagovaone u prostore za bankete. Na šetnoj palubi na desnom boku broda, paluba je zatvorena radi realizacije elitnog restorana i kafea nazvanog Lord Nelson's and Lady Hamilton's, tematiziranog kao jedrenjak s početka 19. stoljeća. Čuveni i elegantni Observation Bar preuređen je u temi westerna.
Manje javne prostorije prve klase kao salon (drawing room), biblioteka, čitaonica i glazbeni studio, ogoljeni su od većine svoje opreme i adaptirani u trgovački prostor, što je znatno proširilo prostore trgovina na brodu. Još dva trgovačka centra izgrađeni su na sunčanoj palubi i odvojenim prostorima, ranije korištenim kao kabine prve klase i smještaj strojara.
Poslijeratna značajka broda, kinematograf prve klase, uklonjen je radi prostora kuhinje za nove prostore restorana na šetnoj palubi. Salon prve klase i salon za pušenje preuređeni su u prostor za bankete, dok je salon za pušenje druge klase podijeljen u kapelu za vjenčanja i uredski prostor. Na sunčanoj palubi, elegantni Verandah Grill raspremljen je i pretvoren u fast-food restoran, dok je novi elitni restoranski prostor kreiran točno iznad na sportskoj palubi u prostorima nekad korištenim kao smještaj za posadu. Saloni druge klase prošireni su do bokova broda i korišteni za bankete. Na palubi "R", blagovaona prve klase je prerađena i podijeljena na dva banketna prostora, Royal Salon i Windsor Room. Blagovaona druge klase je podijeljena na kuhinjsko skladište i kantinu za posadu, dok je blagovaona treće klase isprva korištena kao skladište i prostor za posadu. Također na palubi R, kompleks turskog kupatila prve klase, uklonjen je. Bazen druge klase također je uklonjen te isprva korišten kao uredski prostor, dok je bazen prve klase korišten za hotelske goste. Radi suvremenih sigurnosnih propisa i strukturalne čvrstoće predjela direktno ispod, bazen više nije u upotrebi.
Brod se danas koristi kao hotel, muzej, turistička atrakcija i kao prostor za organizaciju događaja, ali financijski rezultati su raznoliki.

### Queen Mary kao turistička atrakcija
8. svibnja 1971., Queen Mary je otvorio svoja vrata turistima. Isprva, samo dijelovi broda bili su otvoreni za javnost jer je Specialty Restaurants tek trebao otvoriti svoje restorane i hotel. Radi toga, brod je bio otvoren samo vikendima. Prosinca te godine, otvoren je Muzej mora 
Jacquesa Cousteaua, samo s četvrtinom planiranih izložaka. Do kraja desetljeća, muzej je zatvoren radi slabe prodaje ulaznica i ugibanja mnogih riba iz akvarija. Studenog iduće godine, hotel je otvorio svojih početnih 150 soba. Hyatt je upravljao hotelom od 1974. do 1980., kad je Jack Wrather Corporation potpisao 66-godišnji ugovor s gradom Long Beachom o upravljanju cijelim vlasništvom. Wrather je 1988. preuzeo Walt Disney Company, većinom jer je bio vlasnik Disneyland Hotela kojega je Disney 30 godina nastojao kupiti, stoga je Queen Mary bio popratni dobitak i nikada nije reklamiran kao vlasništvo Disneyja.
Krajem 1980-ih i početkom 1990-ih, Queen Mary je nastavio s financijskim poteškoćama. Za vrijeme godina u vlasništvu Disneyja, ta kompanija namjeravala je razviti tematski park na obali, koji je eventualno otvoren deset godina kasnije u Japanu kao Tokyo DisneySea, s replikom prekooceanskog broda koji podsjeća na Queen Mary kao središnjom atrakcijom. Hotel Queen Mary zatvoren je 1992. kada je Disney odustao od zakupa broda radi usredotočenja na budući zabavni park Disney's California Adventure. Kao turistička atrakcija ostao je otvoren još dva mjeseca, ali do kraja 1992. Queen Mary u potpunosti je zatvorio svoja vrata turistima i posjetiteljima.
Veljače 1993., pod upravom predsjednika i menadžera Josepha F. Prevratila, RMS Foundation, Inc započeo je petogodišnji najam s gradom Long Beachom kao upravitelj vlasništva. Kasnije tog mjeseca, brod je ponovo otvoren kao turistička atrakcija, dok je hotel otvoren u ožujku. 1995., RMS-ov zakup broda produžen je na dvadeset godina, dok je opseg zakupa ograničen na samo upravljanje brodom.
Nova tvrtka, Queen's Seaport Development, Inc. (QSDI) osnovana je 1995. radi upravljanjem nekretninama uz sam brod. 1998., grad Long Beach produžio je QSDI zakup na 66 godina. 2005., QSDI tražio je zaštitu prema 11. poglavlju stečajnog zakona (Chapter 11) radi sukoba s gradom oko zakupa. 2006., stečajni sud zatražio je ponude stranaka zainteresiranih da preuzmu zakup od QSDI. Najniža tražena ponuda bila je 41 milijun američkih dolara. Upravaljanje brodom od strane RMS-a, ostalo je pošteđeno bankrota. Ljeta 2007., zakup Queen Mary prodan je grupi nazvanoj "Save the Queen" ("Spasimo/Sačuvajmo kraljicu") pod upravom Hostmark Hospitality Group, s namjerom razvoja terena uz brod, te renoviranja i restauracije broda. Za vrijeme njihove uprave, apartmani su nadograđeni iPod docking stationima i flatscreen TV-ima, tri dimnjaka obojena su izvornom Cunard crvenom bojom, kao i brodska vodena linija. Brodski pod šetne palube na lijevoj strani broda, obnovljen je, te s radovima i na drugim dijelovima broda, popravljeni su mnogi čamci za spašavanje i brodske kuhinje obnovljene novom opremom.
Krajem rujna 2009., Delaware North Companies preuzeo je upravu broda s namjerom daljnje obnove i renoviranja broda i okolnih vlasništva, te revitalizacije i unaprijeđenja jednog od najznačajnijih prekooceanskih brodova svih vremena.
Godine 2004., Queen Mary i Stargazer Productions uveli su "Tibbies Great American Cabaret" u prostor prethodno namijenjen brodskoj banci i prostoriji bežičnog telegrafa, i pretvorili ga u teatar za radne večere.

### Susret kraljica
23. veljače 2006., Queen Mary i Queen Mary 2 izmijenili su pozdrave prilikom pristajanja novog broda u Los Angeles, na putu za Meksiko. Događaj je bio opširno popraćen od međunarodnih medija.

#### Brodska sirena
Pozdravi su izmijenjeni s brodskim sirenama, među kojima je bila i jedna originalna sirena s Queen Mary ugrađena na novom brodu Queen Mary 2, što je poklon grada Long Beacha. Queen Mary je zatrubio tri puta na frekvenciji zvuka od 55 Hz, odabranoj jer je dovoljno duboka da ekstremno jak zvuk ne bude štetan po ljudske uši. Suvremeni propisi IMO-a preciziraju s frekvencije brodskih sirena za brodove preko 200 m dužine moraju biti u rasponu od 
70–200 Hz. Tradicionalno, što je brod veći, frekvencija sirene je niža. Brodu Queen Mary 2, dugačkom 345 m dodijeljena je najdublja moguća frekvencija od 70 Hz za glavne sirene, s dodatnom obnovljenom 55 Hz sirenom na permanentnoj posudbi. 55 Hz je najdublja bas "A" nota u predzadnjoj najdubljoj oktavi na klaviru.
Zračna sirena Tyfon može se čuti na udaljenosti od najmanje deset milja (18 km).

### W6RO
Originalna brodska radio stanica uništena je kad je Queen Mary stigao u Long Beach. Umjesto toga kreirana je amaterska radio stanica jednu palubu iznad izvorne radio-sobe s ponešto odbačene originalne opreme korištene samo za izlaganje. Amatersku radio stanicu s pozivnim znakom W6RO ("Whiskey Six Romeo Oscar") održavaju volonteri iz lokalnog radio kluba. Prisutni su većinu vremena kada je brod otvoren za javnost, te radio uređaje mogu koristiti i drugi amaterski radio operateri s dozvolom.

## Queen Maryna filmu i televiziji
Na svom stalnom vezu u Long Beachu, Queen Mary je korišten kao lokacija za mnoge filmove, televizijske serije i reklame. Navedeni su neki od primjera:
- Assault on a Queen, film iz 1966.
- Posejdonova Avantura, film iz 1972. Dio brodskih scena snimljen je na Queen Mary. 8,5 metarski model broda korišten je u specijalnim efektima.
- Beyond the Poseidon Adventure, film iz 1979., nastavak prethodnog.
- The Gumball Rally, film iz 1976.
- S.O.S. Titanic, film iz 1979., u kojem je Queen Mary dublirao Titanic.
- Goliath Awaits, film iz 1981., o brodu, nalik na Queen Mary, nazvanom Goliath, potopljenom tijekom drugog svjetskog rata s preživjelima koji osnivaju podvodno društvo.
- Someone to Watch Over Me, film iz 1987.
- Reklama za Toyotu Celicu All-trac Turbo za vrijeme Long Beach Grand Prixa (CART/Champ Car) 1991.
- Televizijska serija Murder, She Wrote, epizoda "The Grand Old Lady" iz 1989.
- Bold and the Beautiful, televizijska serija iz 1989.
- Tidal Wave: No Escape, film iz 1997., u kojem je Queen Mary uništen umjetnim tsunamijem.
- Televizijska serija Dosjei X, epizoda Triangle iz 1998., s Queen Mary u ulozi fiktivnog broda Queen Anne.
- Pearl Harbor, film iz 2001.
- Escape from L.A., film iz 1996.
- Being John Malkovich, film iz 1999.
- Video spot "O' Sailor" Fione Apple.
- Most Haunted, televizijski program iz 2005.
- The Amazing Race 7, reality show iz 2005.
- Televizijska serija Airwolf, epizoda "Desperate Monday" iz 1985.
- Televizijska serija Arrested Development, epizoda Development Arrested iz 2006.
- Last Comic Standing, reality show iz 2006.
- National Lampoon's Dorm Daze 2, film iz 2006.
- Televizijska serija Zaboravljeni slučaj, epizoda "World's End" iz 2007.
- Ghost Hunters, reality show iz 2005.
- Televizijska serija Entourage, epizoda '"Less Than 30" iz 2007.
- Video spot SOS Jonas Brothersa
- Vjetrovi rata, televizijska serija iz 1983., u kojoj je Queen Mary dublirao njemački transatlantik Bremen.
- Epizoda televizijske serije Quantum Leap 1989. – 1993.
- Out to Sea, film iz 1997.
- The Search for the Next Elvira, televizijska serija iz 2007.
- Miss America: Countdown to the Crown, reality show iz 2009.
- New York Goes to Work, reality show iz 2009.
- The Othersiders, televizijska serija iz 2009.
- Legally Blondes, film iz 2008.

## Vanjske poveznice
- Vebsajt aktuelnog komercijalnog operatera   Arhivirana inačica izvorne stranice od 31. prosinca 2009. (Wayback Machine) (Popis događaja kao i povijesni podaci)
- Queen Mary Alternative Visions  Opisuje izgradnju i konverziju i zagovara djelomičnu obnovu)
- Time Magazine: The Queen; 11 August 1947  Arhivirana inačica izvorne stranice od 15. studenoga 2009. (Wayback Machine)
- The Great Ocean Liners: RMS Queen Mary  Arhivirana inačica izvorne stranice od 29. siječnja 2016. (Wayback Machine)
- Clydebank Restoration Trust
- 1934 - 1969; The Last Great Atlantic Fleet  Arhivirana inačica izvorne stranice od 29. svibnja 2009. (Wayback Machine)

33°45′11″N 118°11′23″W / 33.7531°N 118.1898°W